# 石神山精神社
石神山精神社（いわかみやまずみじんじゃ）は、宮城県黒川郡大和町吉田字麓にある延喜式内社である。

## 概要
式内社黒川郡4座の1つで、社名の示すとおり巨大岩石に神霊の存在を認めて祀った古い信仰の姿を伝えた神社である。
祭神は大山祗神・大歳神・大国主神・事代主神・保食神・釜神を祀る。
社殿前に坂上田村麻呂将軍の御手植えの杉と古老の口碑に伝う周囲7m、樹齢千余年の老杉がある。

## 沿革
- 790年（延暦9年）11月 続日本紀によれば桓武天皇の時代に、既に大和朝廷の信仰厚く奉幣が行われた。
- 852年（仁寿2年）8月 文徳天皇の時代に神階従五位下を授けられる。
- 927年（延長5年） 醍醐天皇延喜式には陸奥国一座黒川郡四座の一に列せられる。
- 1872年（明治5年）1月 村社に列せられる。
- 1907年（明治40年）3月 神饌幣帛料供進社指定。
- 1909年（明治42年）5月27日 高田村字要害の運難神社・吉田村字山神に鎮座する山神社の両社を合祀する。

## 周辺の神社
- 行神社 - 富谷市志戸田塩竈15
- 熊野神社 (富谷市) - 富谷市富谷新町16
- 二ノ宮神社 - 富谷市二ノ関館下92
- 吉岡八幡神社 - 黒川郡大和町吉岡字町裏39
- 須岐神社 - 黒川郡大衡村駒場字下宮前4
- 大衡八幡神社 - 黒川郡大衡村大衡字八幡48

## アクセス
- 東北自動車道大和ICから車で15分
- 仙台北部道路富谷ICから車で20分